# Enispa phaeopa
Enispa phaeopa là một loài bướm đêm trong họ Noctuidae.